# 雷射武器系統
雷射武器系統（Laser Weapon System），簡稱LaWS，是一種由美國海軍開發的指向性能量激光武器。此武器在2014年安裝在龐塞號USS Ponce (LPD-15)上測試。

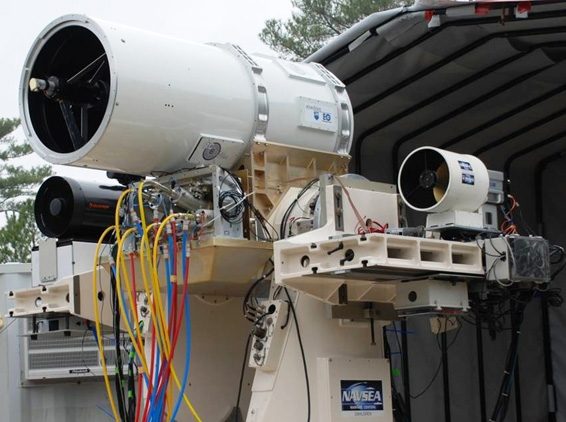
雷射武器系統(LaWS)–KTM原型

## 用途
雷射武器系統用來反制無人飛機與攻擊小艇。用於反制飛彈、大型的飛機或船隻、水面下的物體。LaWS使用了固體紅外線雷射，它可以調成高輸出用以破壞目標或調成低輸出用以警告或損壞對方的感測器。此武器相對於投射武器是每一發的成本較低。激光武器的效费比是比较高的。在防空武器方面，当前主体是导弹，激光武器与之相比消耗费用要便宜得多。例如，一枚MIM-104爱国者导弹要60－70万美元，一枚FIM-92刺針便攜式防空飛彈要2万美元，而激光发射一次仅需数千美元，今后随着技术的发展，激光发射一次的费用可降至数百美元。